# Salto em grandes alturas no Campeonato Mundial de Esportes Aquáticos de 2015 - Feminino
A prova feminina do Salto em grandes alturas no Campeonato Mundial de Esportes Aquáticos de 2015 foi realizada no dia 4 de agosto em Cazã na Rússia.  A competição foi dividida em três rodadas com saltos de 20 m.

## Medalhistas
| Ouro                   | Prata                 | Bronze                 |
| Rachelle Simpson (RSA) | Cesilie Carlton (USA) | Yana Nestsiarava (BLR) |

## Resultados
A competição foi realizada no dia 4 de agosto.
| Pos.              | Nadadora           | Nacionalidade  | Rodada 1 | Rodada 2 | Rodada 3 | Total  |
| ----------------- | ------------------ | -------------- | -------- | -------- | -------- | ------ |
| Medalha de ouro   | Rachelle Simpson   | Estados Unidos | 59.80    | 96.90    | 102.00   | 258.70 |
| Medalha de prata  | Cesilie Carlton    | Estados Unidos | 62.40    | 83.30    | 91.65    | 237.35 |
| Medalha de bronze | Yana Nestsiarava   | Bielorrússia   | 62.40    | 83.30    | 87.40    | 233.10 |
| 4                 | Adriana Jiménez    | México         | 46.80    | 90.00    | 88.40    | 225.20 |
| 5                 | Lysanne Richard    | Canadá         | 68.90    | 57.35    | 90.10    | 216.35 |
| 6                 | Ginger Huber       | Estados Unidos | 66.30    | 69.70    | 77.70    | 213.70 |
| 7                 | Anna Bader         | Alemanha       | 63.70    | 70.30    | 60.00    | 194.00 |
| 8                 | Jacqueline Valente | Brasil         | 50.70    | 79.80    | 56.10    | 186.60 |
| 9                 | Tara Tira          | Estados Unidos | 50.70    | 54.25    | 74.80    | 179.75 |
| 10                | Diana Tomilina     | Ucrânia        |          |          |          | DNS    |

Legenda
| Recorde mundial       | Recorde mundial (World record)               |                       | Recorde africano                      | Recorde africano (African) |                                           | Q | Classificado por posição (Qualified) |
| Recorde do campeonato | Recorde do campeonato (Championship record)  | Recorde da América    | Recorde da América (Americas)         | q                          | Classificado por melhor tempo (Qualified) |   |                                      |
| Melhor marca do ano   | Melhor marca do ano (World leading)          | Recorde asiático      | Recorde asiático (Asian)              | DNS                        | Não largou (Did not start)                |   |                                      |
| Recorde nacional      | Recorde nacional (National record)           | Recorde europeu       | Recorde europeu (European)            | DNF                        | Não terminou (Did not finish)             |   |                                      |
| Recorde pessoal       | Recorde pessoal do atleta (Personal best)    | Recorde da Oceania    | Recorde da Oceania (Oceania)          | DSQ / DQ                   | Desclassificado (Disqualified)            |   |                                      |
| Recorde da temporada  | Recorde da temporada do atleta (Season best) | Recorde sul-americano | Recorde sul-americano (South America) | NM                         | Sem marca (No mark)                       |   |                                      |